# Топчии (Украина)
Топчии (укр. Топчії) — село,
Калюжненский сельский совет,
Лебединский район,
Сумская область,
Украина.
Код КОАТУУ — 5922983709. Население по переписи 2001 года составляло 47 человек.

## Географическое положение
Село Топчии находится на левом берегу реки Будылка,
ниже по течению на расстоянии в 1 км расположено село Куличка,
на противоположном берегу — село Тимофеевка.
По селу протекает пересыхающий ручей с запрудой.